# Lola T240
Lola T240 es un automóvil de carreras monoplaza diseñado en el año 1972 por Eric Broadley, propietario y director de Lola Racing Cars, con el objetivo de venderlo sin motor. Tenía un motor gasolina de 1.6 litros de cilindrada y 173 CV (122 kW) de potencia máxima a 10.000 rpm. 